# هواناو تندر
تندر یک هواناو رزمی ساخت ایران است. این هواناو که توسط وزارت دفاع و پشتیبانی نیروهای مسلح ایران طراحی و ساخته شده‌ است در ۲۲ آبان ماه ۱۳۹۱ با حضور سرتیپ پاسدار احمد وحیدی، وزیر وقت دفاع در بندرعباس رونمایی شد.
| هواناو تندر ایران ·        | هواناو تندر ایران ·                              |
| -------------------------- | ------------------------------------------------ |
| تصویری از شناور تندر در آب |                                                  |
| اطلاعات کلی                |                                                  |
| برگرفته از نام             | BH.7                                             |
| نوع کشتی                   | هواناو                                           |
| کشور سازنده                | ایران                                            |
| ساخت کارخانه               | وزارت دفاع و پشتیبانی نیروهای مسلح ایران         |
| ورود به ناوگان             | ۱۳۹۱                                             |
| مشخصات                     |                                                  |
| طول کشتی                   | ۱۷ متر                                           |
| پهنای بدنه                 | ۸ متر                                            |
| تعداد خدمه                 | قابلیت حمل ۳۰ الی ۶۰ پرسنل نظامی با تجهیزات کامل |
| سرعت                       | ۹۵ کیلومتر بر ساعت                               |
| برد عملیاتی                | ۲۷۰ کیلومتر                                      |
| جنگ‌افزارها                 |                                                  |
| توپخانه                    | پرتابگر ۱۱ فروندی راکت‌های ۱۰۷ میلی‌متری           |
| سیستم موشکی                | موشک کروز ضد کشتی                                |
| رادار                      | رادار جستجوی سطحی                                |
| هواگردهای قابل حمل         | قابلیت پرتاب پهپاد های شناسایی-تهاجمی            |
| سرنوشت                     |                                                  |

## ویژگی‌ها
هواناو تندر به انواع پهپاد های شناسایی و امکانات جمع‌آوری اطلاعات مجهز شده و قادر است مأموریت‌های مختلف و متنوعی در حوزه‌های نظامی را به انجام رساند.
گشت ساحلی، عملیات شناسایی آفندی و پدافندی میان برد آبی خاکی، شرکت در عملیات دفاع نامتقارن، حمل و نقل نفرات و تجهیزات برای پشتیبانی و لجستیک جزایر و سواحل، ایفای نقش بعنوان شناور فرماندهی، انجام عملیات امداد و نجات بعنوان آمبولانس دریایی از جمله کاربردهای این هواناو است.
به گفته سرتیپ پاسدار وحیدی، وزیر دفاع وقت ایران، عبور از مناطق مسطح و صعب‌العبور مانند سطوح باتلاقی، شن‌زار، لجنی، نی‌زار، سطوح آب گرفته کم عمق و عبور از مناطق مین‌ریزی شده کم عمق، بدون نیاز به تجهیزات ساحلی از دیگر ویژگی‌های هواناو تندر می‌باشد.
بر روی هواناو تندر انواع سلاح‌ها مانند راکت، توپ و هواپیمای بدون سرنشین قابل نصب و بهره‌برداری است. سلاح دیگری که بر روی این شناور قرار داده شده موشک کروز ضد کشتی است. این موشک به نوعی یکی از بهترین سلاح‌های مقابله با دشمن در نیروهای مسلح جمهوری اسلامی ایران به حساب می‌آید. برد این موشک می‌تواند از رادار موجی میلی‌متری که بر بالای هواناو نصب شده برای هدایت بهره ببرد. این موشک‌ها در مرحله بعدی برای هدایت از فناوری هدایت مادون قرمز و تلویزیونی استفاده می‌کند.

## نوع‌های دیگر
نوع غیر رزمی و ترابری هواناو تندر، هواناو یونس ۶ نام گرفته‌است.
همچنین علاوه بر تأمین نیازهای رزمی، جابجایی مسافر، حمل بار در مناطق فاقد اسکله، امدادرسانی‌های هلال احمر در کمک به مناطق سیل زده، کنترل شیلات و شناورهای صیادی، حمل و نقل کارکنان و تجهیزات شرکت‌های فعال در دریا و مطالعات زیست‌محیطی دریا و ساحل را از جمله کاربردهای تجاری این هواناو است.